# カルロス・ホセ・フレイタス・ロドリゲス
カルロス・ホセ・フレイタス・ロドリゲス（スペイン語: Carlos José Fleitas Rodríguez、繁体字中国語: 費卡洛 / 費加洛、1965年2月11日 - ）は、パラグアイの弁護士、外交官、大使。アスンシオン出身。アルゼンチン、メキシコ、キューバ、台湾での在外勤務や、淡江大学留学、在クリチバ総領事を経て、2022年より在中華民国大使を務めている。

## 学歴
- 1972年 - 1977年: コレヒオ・クリスト・レイ（英語版）で初等教育[4]
- 1978年 - 1983年: コレヒオ・クリスト・レイで中等教育[4]
- 1984年 - 1990年: アスンシオン国立大学（スペイン語版、英語版）（UNA）法社会科学部で高等教育、1989年に弁護士資格を取得、1990年に公証人資格を取得[4]
- 1994年: ベルグラーノ大学（スペイン語版、英語版）（UB）大学院で国際関係学修士を取得[4]
- 2001年: 高等戦略研究所（スペイン語: Instituto de Altos Estudios Estratégicos、略称: IAEE）で企画立案修士を取得[4]
- 2002年: 国防大学政治作戦学院（中国語版、英語版）（通称: 復興崗、Fu Hsing Kang）を卒業[4]
- 2017年: 淡江大学で社会科学修士を取得[4][1]

## 法務経歴
- 1990年: アスンシオン国立大学（スペイン語版、英語版）（UNA）法社会科学部助教授兼事務局長[4]
- 1991年: 法務労働省（スペイン語版、英語版）法律顧問[4]
- 2002年: 外務省（スペイン語版）内部監査部長[4]
- 2007年 - 2008年: 外務省法務部長[4]
- 2009年: 外務省合法認定部長[4]
- 2010年: 外務省法務部長[4]

## 外交経歴
- 1993年 - 1998年: 在アルゼンチン大使館二等書記官、一等書記官[4][5]
- 1998年 - 2000年: 在メキシコ大使館参事官[4][5]
- 2001年: 外務省（スペイン語版）領事政策部長[4]
- 2002年: 在ポルト・アレグレ領事[4][5]
- 2003年 - 2007年: 在キューバ大使館領事[4][5]
- 2010年 - 2013年: 在中華民国大使館参事官、特命全権大使の不在時には臨時代理大使を兼任[4][5]
- 2013年: 在サントス領事[4][5]
- 2018年 - 2022年: 在クリチバ総領事[4][5]
- 2022年 - （現職）: 在中華民国大使（スペイン語版、中国語版）[1]（信任状捧呈は8月11日[6][7]）

## 論文
- «Relaciones Diplomaticas entre la Republica del Paraguay y la Republica de China (Taiwan). Derecho de ROC a ser reconocida como persona juridica internacional»（繁体字中国語: 中華民國（台灣）與巴拉圭之外交關係研究：以中華民國被承認為國際法人之權利為例、英語: Diplomatic relations between Paraguay and the Republic of China Taiwan: the right of the ROC to be recognized as an international legal person）[2]